# Incidental Tango
Incidental Tango es el quinto álbum de estudio de Tanghetto. El álbum fue lanzado en diciembre de 2012.
Con un total de 20 pistas, es el álbum de estudio más largo de la banda. Presenta un sonido "más" cinemático, por ello el nombre "Incidental Tango" en referencia a "incidental" o música de película.
Una característica prominente del álbum es el reworking de varias canciones incluidas en álbumes anteriores ("Inmigrante", "Una Llamada", "Biorritmo", "Tangocrisis", "El Testigo", y "Al final todos se van"), adaptado a variantes diversas de cuarto ensemble (trío de piano, solo de piano, etc.)
Según la banda, Incidental Tango es "una música sugestiva de Buenos Aires aquello es lleno de imágenes. Impresiones cinematográficas. Un 'Tango Incidental'. El álbum está compuesto de material grabado nuevamente, incluyendo versiones de canciones clásicas de Tanghetto arregladas para cuarteto de cuerda, piano y bandoneón con la colaboración de Aldo Di Paolo, y canciones nuevas que representan emociones diferentes de nostalgia a frenesí urbano."
En 2013 el álbum estuvo nominado para un Premio Gardel.

## Canciones
1. Yumbera (4:12)
2. Inmigrante (4:19)
3. Renacer (5:01)
4. Una Llamada (4:12)
5. Incidental Payada (3:15)
6. Milonguita Antipática (2:01)
7. Disorder Tango (3:58)
8. Malambo De La Furia (3:47)
9. Biorritmo (4:01)
10. Incidental Tango (3:09)
11. Antonia (feat. Aldo Di Paolo) (4:10)
12. Incidental Milonga (3:55)
13. Un Tango Para Dos Evas (4:29)
14. Incidental Candombe (3:28)
15. Tangocrisis II (4:27)
16. Milonga Moderna (3:18)
17. El Testigo (4:09)
18. Amanece En Buenos Aires (3:39)
19. Emigrante (Exilio Del Alma) (4:18)
20. Al Final Todos se van (4:50)

## Personal
- Max Masri: sintetizadores y programación.
- Diego S. Velázquez: guitarras, bajo eléctrico, sintetizadores, piano eléctrico, programación.
- Aldo Di Paolo: piano acústico
- Antonio Boyadjian: piano acústico
- Federico Vázquez: bandoneón
- Leandro Ragusa: bandoneón
- Chao Xu: violoncello y erhu
- Daniel Corrado: batería y percusión
- Antonia Chillà: violoncello
- Andreína Kiss: violín
- Ricardo Josa: bombo legüero, percussion